# Dasyhelea qinghaiensis
Dasyhelea qinghaiensis är en tvåvingeart som beskrevs av Liu och Shi 2005. Dasyhelea qinghaiensis ingår i släktet Dasyhelea och familjen svidknott. Inga underarter finns listade i Catalogue of Life.